# تپه قلعه جننی
تپه قلعه جننی در شهرستان قم، بخش سلفچگان، دهستان نیزار، ۵ کیلومتری شمال روستای حسین‌آباد نیزار واقع شده و این اثر در تاریخ ۲۵ آبان ۱۳۸۷ با شمارهٔ ثبت ۲۳۶۵۰ به‌عنوان یکی از آثار ملی ایران به ثبت رسیده است.